# Erdbeben im Friaul 1348
Das Erdbeben von 1348 im Friaul und in Kärnten war ein Naturereignis am 25. Januar 1348. Das Epizentrum des Erdbebens lag nicht, wie früher vermutet, im Raum Villach, sondern im Friaul, etwas östlich von Tolmezzo, Venzone und Gemona, und erreichte eine Epizentral-Intensität I0 von 8 bis 9, vielleicht sogar 10 auf der zwölfteiligen EMS-98-Skala. Es kam dort zu schwersten Gebäudeschäden und zu allgemeiner Panik unter der Bevölkerung. Wenn auch die Auswirkungen des Bebens im Villacher Raum nicht ganz so schwer gewesen sein dürften, zog es dort einen Bergsturz des Dobratsch nach sich. Dieser wiederum führte zu einer Aufstauung der Gail, gefolgt von einer Flutwelle nach dem Brechen des natürlichen Staudamms, was zahlreiche Überschwemmungen zur Folge hatte und zu weiteren Schäden führte.
Das Hauptbeben begann am mittleren Nachmittag und dauerte vermutlich etwa eine Minute. Es wurde in ganz Oberitalien und im Gebiet des heutigen Österreichs wahrgenommen, aber auch in Bayern, Böhmen, Ungarn und im heutigen Slowenien. Während die heutige Forschung aufgrund großer Ähnlichkeiten mit dem dortigen Erdbeben 1976 das Epizentrum im Friaul lokalisiert, galt die zeitgenössische Aufmerksamkeit eher dem Villacher Raum, weshalb vom Großen Villacher Beben die Rede war. Die gute Quellenlage für dieses Ereignis – rund 200 Quellen sind dazu bekannt – ist darauf zurückzuführen, dass sich das Beben nur wenige Wochen vor dem Ausbruch der Pest in Mitteleuropa ereignete und in den zeitgenössischen Quellen beide Ereignisse in direktem Zusammenhang gesehen und beschrieben wurden.
In Villach wüteten vor allem durch das Beben verursachte Brände. Durch das Hauptbeben kam es auch zu einem gewaltigen Bergsturz am Dobratsch, durch den die Gail zwischen Arnoldstein (oben) und Villach aufgestaut wurde. Durch den sich daraufhin bildenden Stausee bzw. durch die Flutwelle wurden einige Dörfer oder Weiler erfasst und teilweise zerstört. Im Süden Kärntens und im ganzen Friaul, aber auch in der Krain stürzten viele Burgen ein. Angaben, dass 17 Dörfer und neun Pfarrkirchen, wie in einer Urkunde des Patriarchen Johannes von Aquileia für das Stift Arnoldstein vom 19. November 1391 erwähnt, oder nach der aus Böhmen stammenden Königssaaler Chronik 18 oder 23 Dörfer und 34 Burgen zerstört worden seien, sind nach heutigem Forschungsstand umstritten und wohl entweder deutlich zu hoch oder auf Kärnten und Friaul zusammen zu beziehen.
Schäden sind vor allem im Friaul (IS bis ca. 10) und in Kärnten (IS ca. 9) belegt, reichten jedoch bis Osterberg im Osten und Bozen und Trient im Westen. Die Nordgrenze bildete soweit belegbar Waldenstein gemeinsam mit Ortenburg, nach zeitgenössischer Darstellung hingegen, unglaubwürdig, Erfurt. In Passau wurden die Pfarrkirche St. Paul und die Kirche St. Nikola schwer beschädigt. Fühlbar war das Beben nach glaubwürdigen Schilderungen im Westen bis Mailand, im Süden bis Bologna. Als besonders schwer betroffen gelten in Herdnähe Peuscheldorf (heute Venzone), Ragogna und Sankt Daniel (San Daniele del Friuli), im weiteren Umfeld Udine, Sacile, Aquileia und Venedig.